# Charles Philippe Ronsin
Charles Philippe Henri Ronsin (1. prosince 1751 v Soissons – 24. března 1794 v Paříži) byl politik během Francouzské revoluce, který byl jedním z předních hébertistů od podzimu 1793 až do svého zatčení v březnu 1794.

## Životopis
Charles Philippe Ronsin sloužil v letech 1768-1772 v pluku Aunis. Z armády odešel v hodnosti desátníka a odešel do Paříže pracovat jako herec. Syn bohatého bednáře se stal v Paříži známým umělcem, který také psal hry, z nichž některé se až do revoluce nehrály v pařížských divadlech, a který byl blízkým přítelem malíře Jacquese Louise Davida.
Ronsina povzbudilo vypuknutí revoluce a od července 1789 sloužil v hodnosti kapitána v Národní gardě v pařížské čtvrti Saint-Roch. Politicky se angažoval, v roce 1790 byl jedním z prvních členů klubu kordeliérů a přidal se k příznivcům Jacquese-René Héberta. Brzy byl považován za jednoho z nejbojovnějších sansculotů, který se proslavil především jako radikální kritik církve a po králově neúspěšném útěku v červnu 1791 zastánce odvolání Ludvíka XVI. a vyhlášení republiky.
Ronsin pracoval od listopadu 1792 jako komisař prozatímní výkonné rady pro vojenské jednotky severní oblasti. Ministr války Jean-Nicolas Pache jej také vyslal do Belgie, aby sledoval vrchního velitele francouzských revolučních vojsk generála Charlese-Françoise Dumourieze.
Od konce dubna 1793 stál revolucionář v čele odboru ministerstva války, mezi jehož úkoly patřil dohled nad důstojníky a vojenská koordinace proti povstání ve Vendée. V létě 1793 Ronsin osobně velel některým revolučním jednotkám proti vzbouřeným rolníkům a pod ochranou nového ministra války Bouchotteho dosáhl hodnosti brigádního generála. Vliv revolučních vojsk však byl vážně narušen vnitřními spory mezi generály Jeanem Antoinem Rossignolem a Ronsinem a veterány. Počátkem roku 1794 Ronsin doporučil systematickou depopulaci Vendée. Povstalci měli být deportováni a nahrazeni nově usazenými republikánskými příznivci.
Charles Philippe Ronsin získal vrchní velení nově vytvořené pařížské revoluční armády v září 1793 na návrh svého přítele Jacquese-Louise Davida, který se stal vlivným členem Bezpečnostního výboru. Pařížská revoluční armáda byla vytvořena pouze k vynucení vlády teroru v provinciích a Ronsinovi bylo nařízeno okamžitě vést narychlo shromážděné jednotky do Lyonu. Ultrarevoluční politik byl poté společně odpovědný za drakonická represivní opatření, která byla proti občanům přijata poté, co bylo vzbouřené město v říjnu 1793 dobyto. Poté byl za svou brutalitu a korupci ostře napaden Pierrem Philippeauxem v Národním konventu. Mezitím, jako přívrženec Héberta, Ronsin bojoval v Lyonu proti indulgentské frakci kolem Dantona a Desmoulinse. Byl proto poslán do Paříže a na naléhání Fabre d'Églantina byl 17. prosince 1793 zatčen.
Dne 2. února 1794 byl Ronsin propuštěn kvůli rostoucímu tlaku lidového hnutí ovládaného kordeliéry. Poté Ronsin 2. března 1794 v klubu kordeliérů vyzval k lidovému povstání proti revoluční vládě a okamžitě začal organizovat jeho přípravy. Maxmilien Robespierre proto v noci ze 13. na 14. března 1794 nechal zatknout všechny přední hébertisty, včetně Charlese Philippe Ronsina. O několik dní později je revoluční tribunál odsoudil k trestu smrti.
Charles Philippe Henri Ronsin byl gilotinován 24. března 1794. Toho dne byli kromě něj a Héberta popraveni i jejich kolegové Antoine-François Momoro, François-Nicolas Vincent, Anacharsis Cloots, François Desfieux, Jacob Pereira a Paul Ulric Dubuisson, rovněž belgický spekulant Balthazar Proli a nizozemský bankéř Jean Conrad de Kock.